# Buffalo Bills 1969
La stagione 1969 dei Buffalo Bills è stata la decima della franchigia nell'American Football League. Sotto la direzione del nuovo capo-allenatore John Rauch la squadra ebbe un record di 4-10, classificandosi quarta nella AFL Eastern Division. 
Avendo terminato con il peggiore record della lega nell'anno precedente, la squadra era in possesso della prima scelta assoluta nel Draft NFL 1969, con la quale scelse il running back O.J. Simpson, che avrebbe avuto una carriera da Hall of Fame con i Bills.
Nel penultimo turno Buffalo batté i Miami Dolphins in quella che sarebbe rimasta l'ultima vittoria contro la franchigia della Florida fino al 1980. Nel mezzo vi furono un record NFL di 20 sconfitte consecutive contro lo stesso avversario.

## Roster
| Roster dei Buffalo Bills nel 1969 |
| --- |
| Quarterback - 10 Dan Darragh - 12 James Harris - 15 Jack Kemp - 14 Tom Sherman Running Back - 22 Max Anderson - 41 Bill Enyart - 30 Wayne Patrick FB - 32 O.J. Simpson Wide Receiver - 86 Marlin Briscoe - 83 Bobby Crockett - 80 Charley Ferguson - 25 Haven Moses - 28 Roy Reeves - 34 Bubba Thornton Tight End - 85 Willie Grate - 87 Billy Masters Offensive Linemen - 77 Stew Barber T - 50 Al Bemiller C - 79 Paul Costa T - 54 Howard Kindig G - 60 Angelo Loukas G - 67 Joe O'Donnell G - 75 Mike Richey T - 66 Billy Shaw G Defensive Linemen - 74 Chuck DeVleigher DT - 78 Jim Dunaway DT - 65 Waddey Harvey DT - 76 Mike McBath DE - 72 Ron McDole DE - 69 Julian Nunamaker DE - 70 Tom Sestak DT - 71 Bob Tatarek DT Linebacker - 52 Edgar Chandler - 51 Jerald Collins - 59 Paul Guidry - 64 Harry Jacobs - 53 Dave Ogas Defensive Back - 42 Butch Byrd CB - 24 Booker Edgerson CB - 45 Hilton Crawford CB - 20 Robert James CB - 48 John Pitts SS - 47 Pete Richardson FS - 26 George Saimes FS Special Team - 46 Bruce Alford Jr. K - 55 Paul Maguire P/LB Squadra di allenamento - 33 Lloyd Pate RB |
| Legenda - I rookie sono in corsivo. - Il primo ruolo è il principale mentre gli eventuali successivi indicano i ruoli secondari. - (IR) sta per Injured Reserve ed indica la lista ristretta per un solo giocatore infortunato che può tornare ad allenarsi dopo la settimana 6 e a rientrare in prima squadra dopo che questa ha giocato 8 partite. - (NF-Inj.) / (NF-Ill.) stanno rispettivamente per Non-Football Injured e Non-Football Illness ed indicano le liste dove viene inserito un giocatore che ha un infortunio o una malattia non dipendente dal football americano. - (PUP) sta per Physically Unable to Perform ed indica la lista dove viene inserito un giocatore mentre è in attesa di recuperare la condizione fisica. Nella stagione regolare dopo la sesta partita giocata dalla propria squadra, il giocatore ha tempo tre settimane per riprendere ad allenarsi, più tre settimane aggiuntive dal suo rientro agli allenamenti per rientrare in prima squadra. |

## Calendario
| Stagione regolare |              |                       |           |        |                                 |         |
| Turno             | Data         | Avversario            | Risultato | Record | Stadio                          | Sintesi |
| 1                 | 14 settembre | New York Jets         | S 19–33   | 0–1    | War Memorial Stadium            | Recap   |
| 2                 | 21 settembre | Houston Oilers        | S 3–17    | 0–2    | War Memorial Stadium            | Recap   |
| 3                 | 28 settembre | Denver Broncos        | V 41–28   | 1–2    | War Memorial Stadium            | Recap   |
| 4                 | 5 ottobre    | at Houston Oilers     | S 14–28   | 1–3    | Astrodome                       | Recap   |
| 5                 | 11 ottobre   | Boston Patriots       | V 23–16   | 2–3    | War Memorial Stadium            | Recap   |
| 6                 | 19 ottobre   | at Oakland Raiders    | S 21–50   | 2–4    | Oakland–Alameda County Coliseum | Recap   |
| 7                 | 26 ottobre   | at Miami Dolphins     | S 6–24    | 2–5    | Miami Orange Bowl               | Recap   |
| 8                 | 2 novembre   | Kansas City Chiefs    | S 7–29    | 2–6    | War Memorial Stadium            | Recap   |
| 9                 | 9 novembre   | at New York Jets      | S 6–16    | 2–7    | Shea Stadium                    | Recap   |
| 10                | 16 novembre  | Miami Dolphins        | V 28–3    | 3–7    | War Memorial Stadium            | Recap   |
| 11                | 23 novembre  | at Boston Patriots    | S 21–35   | 3–8    | Alumni Stadium                  | Recap   |
| 12                | 30 novembre  | Cincinnati Bengals    | V 16–13   | 4–8    | War Memorial Stadium            | Recap   |
| 13                | 7 dicembre   | at Kansas City Chiefs | S 19–22   | 4–9    | Municipal Stadium               | Recap   |
| 14                | 14 dicembre  | at San Diego Chargers | S 6–45    | 4–10   | San Diego Stadium               | Recap   |

## Classifiche
| AFL Eastern Division |    |    |   |      |     |     |     |     |
|                      | V  | S  | P | %    | DIV | PF  | PS  | STR |
| New York Jets        | 10 | 4  | 0 | .714 | 8–0 | 353 | 269 | V2  |
| Houston Oilers       | 6  | 6  | 2 | .500 | 5–3 | 278 | 279 | V1  |
| Boston Patriots      | 4  | 10 | 0 | .286 | 3–5 | 266 | 316 | S2  |
| Buffalo Bills        | 4  | 10 | 0 | .286 | 2–6 | 230 | 359 | S2  |
| Miami Dolphins       | 3  | 10 | 1 | .231 | 2–6 | 233 | 332 | S1  |

Nota: I pareggi non venivano conteggiati ai fini della classifica fino al 1972.